# L'Aspirant détective
Pour plus de détails, voir Fiche technique et Distribution.
L'Aspirant détective (The Dummy) est un film américain réalisé par Robert Milton, sorti en 1929.

## Synopsis
Inconnu.

## Fiche technique
- Titre : L'Aspirant détective
- Titre original : The Dummy
- Réalisation : Robert Milton
- Scénario : Herman J. Mankiewicz et Joseph L. Mankiewicz d'après la pièce de Harriet Ford et Harvey J. O'Higgins
- Photographie : J. Roy Hunt
- Montage : George Nichols Jr.
- Société de production : Paramount Pictures
- Pays de production : États-Unis
- Langue : anglais
- Format : Noir et blanc - Film muet[réf. nécessaire]
- Genre : comédie
- Date de sortie : 1929

## Distribution
- Ruth Chatterton : Agnes Meredith
- Fredric March : Trumbull Meredith
- John Cromwell : Walter Babbing
- Fred Kohler : Joe Cooper
- Mickey Bennett : Barney Cook
- Vondell Darr : Peggy Meredith
- Jack Oakie : Dopey Hart
- Zasu Pitts : Rose Gleason
- Richard Tucker : Blackie Baker
- Eugene Pallette : Madison
- Mickey Daniels (non crédité)
- Guy Oliver (non crédité)